# Chaiwat Rattana
Chaiwat Rattana (né le 28 mai 1996) est un sprinteur paralympique thaïlandais de catégorie handisport T34. Il est médaillé d'or aux Jeux paralympiques d'été de 2024 dans l'épreuve du 100 m T34.

## Carrière
Né en 1996, Chaiwat Rattana est un athlète handisport concourant pour la Thaïlande et qui a commencé le sport à l'âge de 20 ans. Il participe aux Jeux para-asiatiques de Hangzhou en 2022 où il décroche la médaille d'or à l'épreuve du 100 m catégorie T34 et terminant à la quatrième place en 800 m. Aux Jeux paralympiques d'été de 2024, il remporte la médaille d'or dans l'épreuve du 100 mètres T34 en établissant un nouveau record paralympique et en arrivant devant le tunisien Walid Ktila et le canadien Austin Smeenk.